# Bahnhof Dębostrów

Der Haltepunkt Dębostrów ist eine ehemalige Betriebsstelle an der Bahnstrecke Szczecin–Trzebież Szczeciński im polnischen Dorf Dębostrów, Woiwodschaft Westpommern.

## Allgemeine Informationen
Der Haltepunkt war etwa 100 m von der Woiwodschaftsstraße 114 entfernt. Das Bahnhofsgebäude wurde für andere Zwecke angepasst. Im Jahre 2002 wurde die Bedienung des Haltepunkts mit dem Personenverkehr der Gesamtstrecke eingestellt.

## Vorherige Namen
- Damuster (1910–1945)[1]
- Dębsko (Pomorze Zachodnie) (1945–1946)[1]